# 2019年中央广播电视总台六一晚会
2019年中国中央电视台六一晚会（简称2019年六一晚会）是中央广播电视总台于2019年六一儿童节举办的少儿文艺晚会，该晚会的主题为“快乐向未来”，由许蓓蓓执导。

## 播出时间

### 电视平台
首播：
- 中国中央电视台综合频道（含港澳版(now宽频电视541、港台電視33、澳廣視71)）、中国中央电视台少儿频道、全国各地少儿频道及上星卡通频道：北京时间2019年6月1日20时。
- CCTV大富：6月1日21:00（日本时间）

重播：
- 中国中央电视台综合频道：6月2日17:18
- 中国中央电视台少儿频道：6月9日19:00
- 中国中央电视台财经频道：6月2日15:20
- 中国中央电视台综艺频道：6月3日11:30
- 中国中央电视台中文国际频道：6月2日23:30
- 中国中央电视台军事·农业频道：6月2日10:00
- 中央广播电视总台4K超高清频道：6月2日10:00

### 网络平台
央视网、爱奇艺、优酷、腾讯视频、快手微视频、腾讯音乐、网易云音乐、新浪微博、YouTube（海外在线直播权）、FaceBook